# Zonnenevel

Ontwikkeling van een protoplanetaire schijf in vier stappen. 1. een bij benadering concentrisch volume in een moleculaire nevel begint samen te trekken; 2. de samentrekking versnelt de rotatie vanwege het behoud van hoekmoment: de wolk gaat steeds sneller roteren en raakt afgeplat tot een schijf; 3. uit lokale draaikolken en drukgolven ontstaan verdichtingen - tegelijk ontbrandt in het middelpunt de proto-ster; 4. de verdichtingen groeien aan tot planetesimalen en de sterrenwind blaast het overgebleven gas en stof weg.

De hypothese van de Zonnenevel of Kant-Laplace-hypothese is een wetenschappelijke hypothese voor de vorming van planetenstelsels zoals het Zonnestelsel. Als moleculaire wolken langzaam roteren trekken ze onherroepelijk samen. De rotatie maakt ze platter onder invloed van de eigen gravitatiekracht, waardoor uiteindelijk een centrale ster en daaromheen cirkelende planeten ontstaan. Hoewel dit proces in grote lijnen wetenschappelijk onomstreden is, is er onduidelijkheid over de details.
De hypothese van de Zonnenevel werd voor het eerst geformuleerd door Emanuel Swedenborg in 1734. Immanuel Kant kende Swedenborgs werk, en breidde de theorie in 1755 verder uit. Een vergelijkbaar model werd in 1796 voorgesteld door Pierre-Simon Laplace. Beide modellen luidden de moderne, wetenschappelijke kosmologie in.
De theorie is door onderzoek op het gebied van astronomie, natuurkunde, kosmologie en geologie steeds verder uitgewerkt. Hoewel de modellen slechts dienden om de vorming van het Zonnestelsel te verklaren, nemen kosmologen tegenwoordig aan dat de vorming in het heelal van planetaire stelsels overal op eendere wijze, volgens dezelfde natuurwetenschappelijke wetmatigheden verloopt. Inmiddels zijn meer dan 5500 zogenaamde exoplaneten ontdekt in de Melkweg, waarmee is aangetoond dat een planetenstelsel rond een ster geen uitzonderlijke situatie is.

## Aanwijzingen voor de ontstaanswijze

### Eigenschappen van het Zonnestelsel
Het Zonnestelsel is 4,6 miljard jaar geleden ontstaan. Daarmee is het relatief jong: deze leeftijd is ongeveer een derde van de leeftijd van het heelal. Het Zonnestelsel bestaat uit acht planeten die allemaal in dezelfde richting om de centrale ster (de Zon) bewegen. De Zon heeft ongeveer 700 maal zoveel massa als alle planeten samen: het grootste deel van de materie van het Zonnestelsel bevindt zich in het centrum. De banen van de planeten liggen allemaal vrijwel in hetzelfde vlak. Hetzelfde geldt voor de banen van de planeetmanen en veel planetoïden. Ook de overgrote meerderheid van deze objecten beweegt in dezelfde richting - vanuit het noorden gezien tegen de klok in. De Zon zelf roteert vergeleken met de meeste planeten relatief langzaam om zijn as, in ongeveer 30 dagen. De as van de Zon staat bovendien 7° gekanteld ten opzichte van het baanvlak van de planeten. Alle acht planeten hebben ook een kanteling ten opzichte van hun baanvlak: dit veroorzaakt op elke planeet seizoenen. Zeven van de acht planeten roteren in dezelfde richting om hun as als ze om de Zon bewegen. Deze regelmatigheid is sterk bewijs dat het zonnestelsel ontstond uit een roterende wolk stof en gas, die als gevolg van de eigen zwaartekracht ineenstortte.
Er zijn sporadische, maar opvallende afwijkingen van het regelmatige patroon. De planeet Venus draait zeer langzaam en in tegengestelde richting rond haar as, ze is als het ware omgekeerd. De as van Uranus is bijna compleet gekanteld, zodat de planeet en zijn manenstelsel haaks op het baanvlak staan. Sommige kleinere objecten, zoals dwergplaneten, kometen en sommige planetoïden hebben een afwijkend, sterk hellend, baanvlak. De Maan is relatief groot vergeleken met de Aarde; hetzelfde geldt voor Triton, de grootste maan van de planeet Neptunus, of Charon, de grootste maan van de dwergplaneet Pluto. Dergelijke afwijkingen kunnen verklaard worden met de veronderstelling dat ze het gevolg zijn geweest van unieke gebeurtenissen, die op een later moment plaatsvonden dan de vorming van het Zonnestelsel.

### Meteorieten
Meteorieten zijn stenen afkomstig uit de ruimte, wat in dit verband wil zeggen van elders uit het Zonnestelsel. Het zijn kleine objecten ("ruimtepuin") die op de Aarde kunnen inslaan. De planeten ontstonden zelf ook uit zulke kleinere lichamen. Meteorieten worden daarom gezien als overblijfsels van het ontstaan van het Zonnestelsel: ze bleven klein en werden geen onderdeel van een planeet.
Er zijn veel verschillende soorten meteorieten. Sommige bestaan vooral uit ijzer, andere uit silikaten; ze zijn "stenig" van samenstelling. Chondrieten zijn "stenige" meteorieten met een "primitieve" samenstelling - primitief in de zin dat ze sterke gelijkenis vertoont met de samenstelling van de Zon, en dus die van de protoplanetaire nevel. Chondrieten bestaan uit chondrulen, bij benadering ronde bolletjes van gestolde silikaten en metalen. Het C-type chondriet is rijk in aluminium en calcium. Dit type chondriet ontstond vermoedelijk in de beginfase van de vorming van het Zonnestelsel. Uranium-looddatering wees uit dat zulke chondrieten insluitsels met een ouderdom van 4567 miljoen jaar bevatten. Dit betekent dat het Zonnestelsel op dat moment vorm begon te krijgen.
Uit de samenstelling van bepaalde "primitieve" meteorieten blijkt ook dat zo'n 1 tot 2 miljoen jaar na de vorming van de Zon de protoplanetaire schijf verrijkt werd met ijzer-60 (60Fe), een isotoop van ijzer. Dit moet het gevolg zijn geweest van een supernova – de zeldzame explosies waarmee een einde komt aan zware, relatief kortlevende sterren – niet ver van de plek van de Zonnenevel.

### Moleculaire wolken

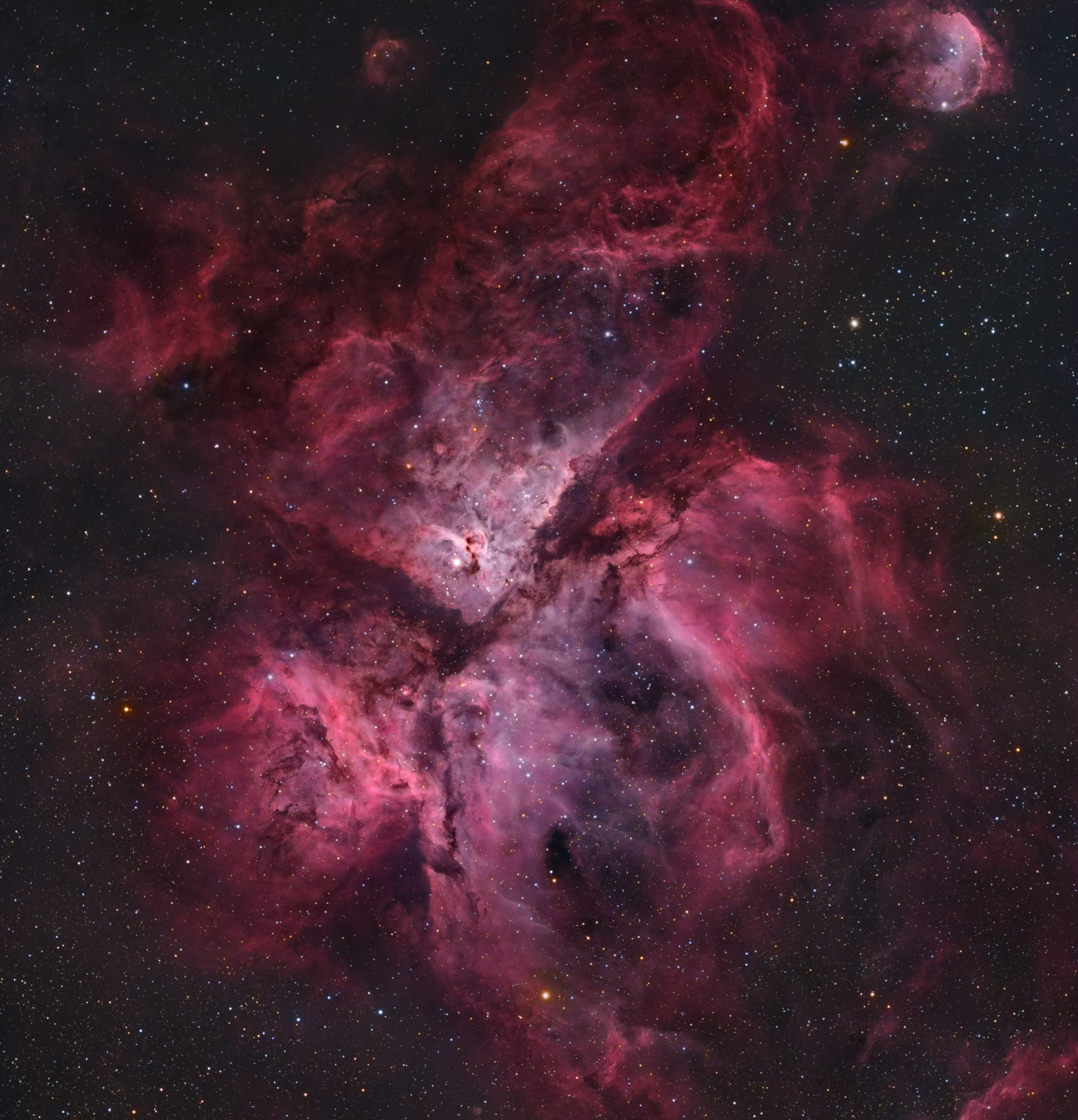
De Carinanevel, een van de grootste moleculaire wolken in de Melkweg. De Carinanevel is rond de 230 lichtjaar breed, en rond de 8500 lichtjaar van ons verwijderd. Op meerdere plekken in de wolk zijn groepen jonge, pasgeboren sterren te zien, die met hun licht de gas- en stofwolken zichtbaar maken.

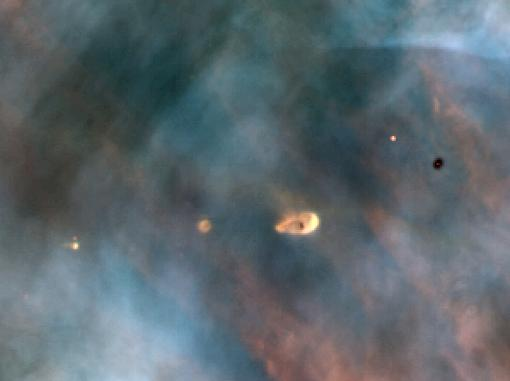
Vier protoplanetaire schijven in de Orionnevel.

Sterren en hun planetenstelsels ontstaan uit moleculaire wolken. Moleculaire wolken zijn gigantische lichamen van erg ijl, koud gas en stof die deel uitmaken van sterrenstelsels zoals de Melkweg. Moleculaire wolken hebben gewoonlijk een miljoenen tot honderden miljoenen malen grotere massa dan de Zon. De vorming van sterren uit een moleculaire wolk is geen vanzelfsprekend proces. De meeste moleculaire wolken zijn miljarden jaren oude, stabiele structuren. Desondanks zijn alle sterren uit moleculaire wolken gevormd. De meeste sterren ontstaan niet alleen: in delen van moleculaire wolken zijn groepen van enkele tot miljoenen jonge sterren ontdekt, die samen "geboren" zijn. Ook de Zon ontstond waarschijnlijk samen met duizenden andere sterren. Sinds zijn ontstaan heeft de Zon ongeveer 20 omlopen om het centrum van de Melkweg afgelegd. Het is aannemelijk dat de "zuster"-sterren in die 4,6 miljard jaar ver bij ons vandaan geraakt zijn.
Moleculaire wolken bestaan voornamelijk uit waterstof (ongeveer 90%) en helium (ongeveer 10%), maar bezitten ook een klein aandeel andere materie, waaronder zwaardere elementen (dan helium) en complexe organische verbindingen. Het kleine aandeel van de zwaardere elementen zit voornamelijk in zeer fijn stof. De scheikundige verhoudingen in de ruimte verschillen overigens sterk van plek tot plek. De bovenstaande verhoudingen zijn slechts gemiddelden en benaderingen. Omdat een enorm volume ijle materie uit een moleculaire wolk nodig is om een planetenstelsel te vormen, voldoen zulke benaderingen desondanks goed.
Moleculaire wolken hebben een hogere dichtheid dan de rest van de interstellair ruimte. Hoe ze op langere termijn stabiel blijven is niet goed bekend. Het is mogelijk dat de gasdruk in de wolk in balans is met de eigen zwaartekracht, zodat de wolk niet door diffusie uiteen stroomt. Het is ook mogelijk dat een wolk bij elkaar gehouden wordt door externe krachten.
In moleculaire wolken hebben de deeltjes gewoonlijk groottes van 0,001 cm of minder. Om protoplaneten te vormen moeten zulke minieme deeltjes zich samenvoegen tot lichamen met afmetingen van duizenden kilometers. De schaal van deze groei is opmerkelijk: van moleculaire wolk tot protoplaneet is sprake van aangroei tot lichamen met 1035 maal de oorspronkelijke massa. Zulke enorme groei is een lang en ingewikkeld proces, dat uit vele stappen bestaat. De meeste van die stappen zijn niet direct waar te nemen; kennis erover is afkomstig uit computermodellen.

## Stapsgewijze vorming van het Zonnestelsel

### Aanleiding van contractie
Een planetenstelsel begint als een groot (meestal rond de 10.000 AE in diameter), bij benadering bolvormig gebied van zeer koud gas en stof. Mogelijk is het gas en stof in dit gebied iets dichter dan de rest van de moleculaire nevel. Deze hogere dichtheid betekent dat de zwaartekracht iets hoger is dan de gasdruk, waardoor het gas en stof begint samen te trekken.
De ineenstorting van een moleculaire wolk kan ook beginnen als gevolg van een interstellaire drukgolf. Onderzoek op oude primitieve meteorieten leverde sporen op van kortlevende radioactieve isotopen, zoals ijzer-60. Deze worden alleen gevormd in supernovae. De aanwezigheid van deze kortlevende radio-isotopen bewijst op zijn minst de aanwezigheid van een of meerdere supernovae in de omgeving van het te vormen planetenstelsel. De drukgolf beweegt door de moleculaire wolk en zorgt voor lokale verschillen in dichtheid. Zulke verdichtingen concentreren zich uiteindelijk tot een bolvormige, roterende nevel. Omdat de materie condenseerde kwamen botsingen tussen deeltjes steeds vaker voor, waarbij kinetische energie in hitte omgezet werd.

### FU Orionisfase

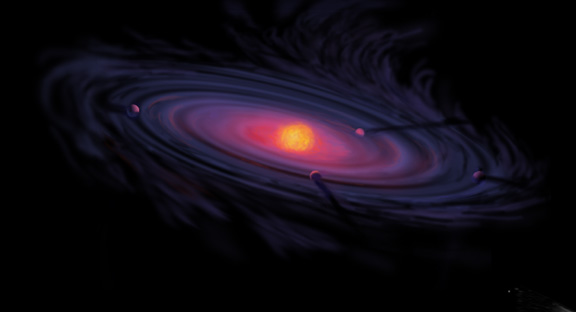
Artistieke indruk van een protoplanetaire schijf.

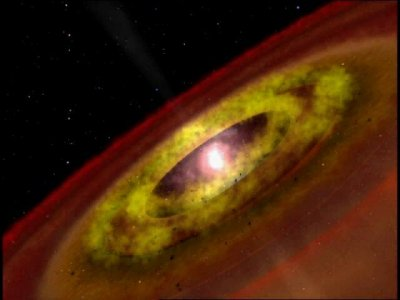
Artistieke indruk van een T Tauri-ster met een accretieschijf. T Tauri-sterren zijn zeer jonge sterren (minder dan 10 miljoen jaar oud) met een vergelijkbare of iets kleinere massa dan de Zon, die omgeven worden door schijven van warm stof en gas. Dit soort schijven worden wel "protoplanetaire schijven" genoemd, omdat ze vermoedelijk sterk op de Zonnenevel lijken - en de voorlopers van planetenstelsels zijn.

Als de samentrekking (contractie) eenmaal is begonnen verloopt deze steeds sneller. In het centrum van de contractie begint de proto-ster te groeien. Tegelijkertijd wordt materie onttrokken uit een bolvormige ruimte in de moleculaire wolk. Deze komt terecht in de protoplanetaire nevel. De stroom van materie die uit de (omringende) moleculaire wolk onttrokken wordt is ongeveer gelijk met de accretie van materie uit de protoplanetaire nevel op de proto-ster.
Op de samentrekkende nevel werken geen externe krachten. Daarom geldt de wet van behoud van hoekmoment: de samentrekking van de nevel wordt gecompenseerd met een versnelling van de rotatiesnelheid. Dit effect is hetzelfde bij een kunstschaatser die tijdens een pirouette sneller gaat draaien als hij zijn armen samentrekt. De nevel gaat sneller roteren dankzij contractie naar het massamiddelpunt.
De contractie is zo immens groot (van een bolvormig gebied van ongeveer 1012 km tot een proto-ster met een doorsnee van ongeveer een miljoen km) dat de rotatie van de wolk sterk toeneemt. De nevel wordt ook warmer doordat de kinetische energie van de deeltjes in de nevel toeneemt (ten koste van hun potentiële energie in het gravitatieveld).
De samenstelling van de nevel verschilt niet veel van de uiteindelijke samenstelling van de centrale ster. Voor
de vorming van het Zonnestelsel betekent dit dat de oorspronkelijke nevel voornamelijk uit waterstof en helium bestond. Deze elementen werden al in het allervroegste heelal gevormd, vlak na de oerknal. De overige twee massaprocent zijn zwaardere elementen, later gevormd door nucleosynthese in sterren. Aan het einde van hun levensloop blazen sterren deze zwaardere elementen de ruimte in. De fractie zwaardere elementen wordt wel de metalliciteit genoemd. Statistisch gezien is de kans groter dat planeten gevormd worden in nevels met hogere metalliciteiten.
Het grootste deel van de materie verzamelde zich onder invloed van de zwaartekracht in het centrum, waar het steeds heter werd. In dit centrum vormde een hete proto-ster (de proto-Zon). De afplatting van de aanvankelijk bolvormige nevel is het gevolg van botsingen en accretie van gasdeeltjes, waarbij hun bewegingen uitmiddelen ten gunste van de richting van het impulsmoment. Door het hoekmoment, de rotatie, de zwaartekracht en de inertie werken tegenwerkende krachten op de nevel. De aanvankelijk bolvormige, inkrimpende nevel verandert daardoor geleidelijk in een platte accretieschijf. Deze contractiefase duurt ongeveer 100.000 jaar. Accretieschijven rond pasgevormde sterren hebben een diameter van ongeveer tweehonderd astronomische eenheden (AE) (29.919.574.140 km). Omdat het centrum van de nevel (de proto-Zon) weinig hoekmoment had stortte het snel in en werd door de samendrukking verhit tot een jonge ster van het T Tauri-stadium.

### T Taurifase
In het massamiddelpunt van de nevel vormt zich een toenemend zware "protoster". Deze protoster trekt steeds verder samen, tot na 10 tot 50 miljoen jaar de druk en temperatuur binnenin hoog genoeg zijn om kernreactie van waterstof naar helium op gang te brengen. Met de eerste kernfusie wordt de ster geboren. Een net geboren ster wordt T Tauri-ster genoemd. Zulke sterren produceren een veel sterkere zonnewind dan "volwassen" sterren, die de overgebleven gassen uit de protoplanetaire schijf blaast, waarmee een einde komt aan de eerste fase van het planetaire vormingsproces. Als er binnen de protoplanetaire schijf gasreuzen vormen, betekent dit dat hun vorming daarmee grotendeels ophoudt. Zoals de meeste processen tijdens de levensloop van een ster, hangt de hoeveelheid tijd die de ster in dit stadium doorbrengt af van zijn massa: zware sterren trekken sneller samen.
Ondertussen komt aan de inval van nieuwe materie uit de moleculaire wolk geleidelijk een einde. De accretie van de ster gaat langer door, omdat er materiaal uit de planetaire nevel naar binnen toe blijft bewegen. Het gas in de protoplanetaire schijf koelt langzaam af van de eerdere verhitting door contractie. Tijdens de afkoeling condenseren korrels stof (metalen en silikaten) en ijs (verbindingen van waterstof als water, methaan en ammonia) uit het gas. Deze stofdeeltjes ondergaan botsingen (collisies) met elkaar en plakken door onderlinge elektrostatische ladingsverschillen aan elkaar, waarmee het accretieproces begint. Gasdeeltjes (zowel atomair als moleculair) zijn wel in grote mate aanwezig in protoplanetaire schijven, maar kunnen niet accretiseren omdat hun snelheid te groot is om door elektrostatische krachten aan elkaar gebonden te worden. Het grootste gedeelte van de massa van de schijf bestond uit waterstof en helium, elementen die gedurende de vorming gasvormig blijven en niet deelnemen aan de beginfase van accretie.

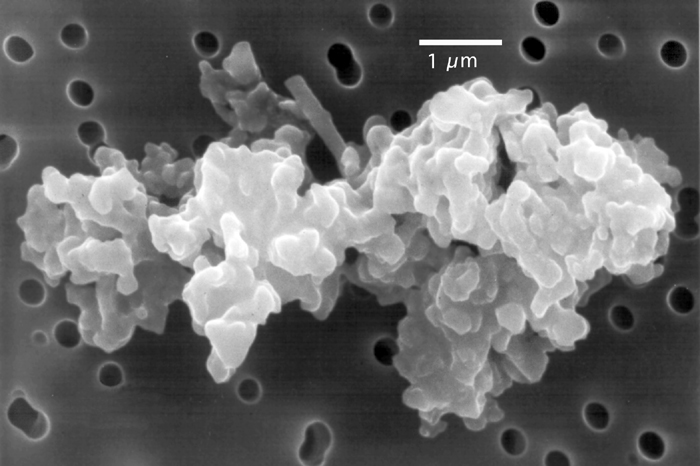
Een stofdeeltje in een poreuze chondriet. Chondrieten zijn een type meteoriet dat verondersteld wordt te zijn gevormd tijdens de eerste stadia van accretie. Foto gemaakt onder de REM.

### Planetesimalen
Het stof dat condenseert wanneer de protoplanetaire schijf afkoelt is in het begin minder dan een micrometer in diameter, maar door botsingen plakken deze deeltjes aan elkaar om planetesimalen te gaan vormen. Hoewel het stof in het begin gelijkmatig over de schijf verdeeld is, zal het zich gaan concentreren in het middenvlak van de puinschijf. Stofdeeltjes van verschillende groottes hebben verschillende snelheden en de groei van deeltjes leidt er zodoende toe dat er meer botsingen komen en de deeltjes nog groter worden. Grotere deeltjes groeien sneller door aan elkaar te blijven "plakken", een proces dat fractalstructuren binnenin achterlaat. Zulke vormen hebben verhoudingsgewijs meer oppervlakte waar andere deeltjes tegen aan kunnen botsen en aan vast kunnen plakken. Een verzameling grote, "wattige" stofdeeltjes kunnen ook door botsingen met gasdeeltjes afgeremd worden, waardoor ze gemakkelijker naar het massamiddelpunt van de schijf kunnen vallen (dit is de zogenaamde kernaccretie-hypothese voor planeetvorming. Snelle botsingen zullen nieuwgevormde planetesimalen weer uit elkaar rijten, zodat de overgang tussen stof en planetesimalen een omkeerbaar proces is. Turbulentie in de schijf kan een rol spelen bij snelle botsingen: als de turbulentie te hevig wordt kan de concentratie in het middenvlak worden gehinderd en komen destructieve botsingen tussen deeltjes vaker voor. Als de planetesimalen voldoende gegroeid zijn, zal hun gravitatiekracht meer deeltjes aantrekken, maar sterke turbulentie kan dit type groei ook voorkomen, waardoor groei alleen door onderlinge botsingen tussen planetesimalen plaats kan vinden. Uit modellen blijkt dat planetaire stelsels met gasreuzen alleen kunnen vormen als binnen 10.000 jaar planetesimalen van ongeveer 1 kilometer in diameter zijn gevormd.
Er kunnen in een protoplanetaire schijf vele planetesimalen gevormd worden in het accretiestadium, en sommige kunnen het vormingsproces overleven. Men denkt dat planetoïden overgebleven planetesimalen zijn uit de beginperiode van het zonnestelsel, kometen worden verondersteld overgebleven planetesimalen uit de buitenste gebieden van het zonnestelsel te zijn. Meteorieten zijn stukken van dergelijk "ruimtepuin" die op Aarde landen en kunnen daarom gezien worden als een tegenwoordig nog steeds doorgaand accretiseren van onze planeet. Sommige typen meteorieten zijn stukken van uit elkaar gereten lichte planetesimalen. Bij botsingen tussen twee planetesimalen zal alleen de zwaarste overleven, de lichtere objecten zullen in stukken geslagen worden.

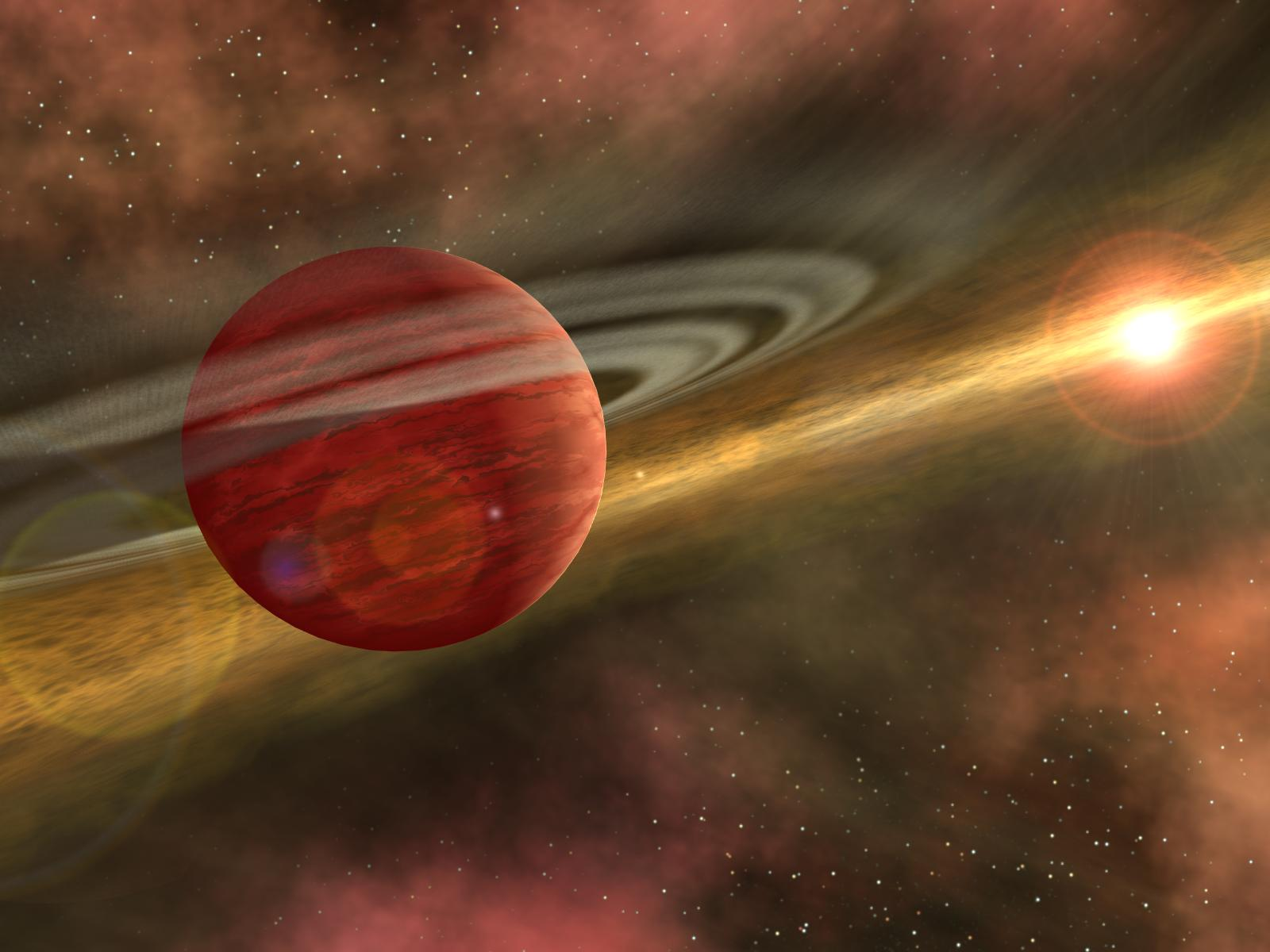
Een verbeelding van een protoplaneet die zich door een protoplanetaire schijf beweegt.

### Oligarchische groei
Terwijl de planetesimalen groeien, neemt hun aantal af en worden de botsingen minder frequent. Door het stochastische groeiproces groeien niet alle planetesimalen met dezelfde snelheid en krijgen sommige meer massa dan andere. Als de planetesimalen om de (proto-)ster heendraaien zal door dynamische wrijving de totale hoeveelheid energie (het moment) in de schijf gelijk verdeeld blijven, zodat de grootste lichamen de kleinste snelheden hebben en zich in bijna cirkelvormige banen bevinden, terwijl de kleintjes sneller zijn en excentrischere banen hebben. Grote lichamen hebben bovendien meer oppervlakte waar andere lichamen op in kunnen slaan. Zodoende zijn de langzamere, zwaardere lichamen in staat alle naburige planetesimalen op te vangen en aan hun massa toe te voegen. Dit leidt tot een steeds snellere concentratie van de massa in een paar grotere lichamen, de "oligarchen", die veel groter worden dan de grote hoeveelheid kleine planetesimalen waartussen ze zich bevinden. De paar grotere objecten gaan al snel al het vaste materiaal in de schijf domineren, daarom wordt dit stadium wel het oligarchisch groeistadium genoemd. De paar oligarchen nemen in grootte snel toe, van een paar tientallen kilometers naar een aantal duizend kilometer in diameter.
Het proces van oligarchische groei heeft een natuurlijke grens: elke oligarch heeft een eindige invloedssfeer, die bepaald wordt door zijn diameter. Als alle planetesimalen binnen deze zone zijn "opgegeten" kan het object niet verder groeien. Het is de vraag of deze zones groot genoeg zijn om tot objecten met de grootte van terrestrische planeten te komen, zodat de groei op kan houden als de oligarch een paar honderd kilometer in diameter is. Het is echter mogelijk dat de turbulentie hier weer een rol speelt, omdat het impulsmoment van de planetesimalen kan veranderen, waardoor steeds nieuw materiaal de invloedszone van een oligarch wordt binnengebracht. Dit kan ervoor zorgen dat de oligarchen door kunnen blijven groeien.
Hoe dan ook, volgens de hypothese blijven de oligarchen groeien tot er binnen ongeveer een miljoen jaar objecten zijn gevormd met 0,5 tot 1,0 aardmassa's. Deze lichamen zijn groot genoeg om als protoplaneten beschouwd te kunnen worden, van het middelpunt van de schijf af zullen ze groter kunnen worden vanwege de grotere hoeveelheid massa daar. De binnenste regio van het zonnestelsel bevatte in die tijd waarschijnlijk een paar dozijn oligarchen met onderlinge afstanden die groot genoeg waren om onderlinge botsingen voor de eerste paar honderdduizend of zelf miljoen jaar uit te sluiten.

### Invloed van temperatuur
De temperatuur in een protoplanetaire schijf is niet overal gelijk. Dit is de reden waarom in de binnenste delen van de schijf terrestrische planeten vormen en verder naar buiten gasreuzen. Binnenin de schijf zijn de temperaturen te hoog voor condensatie van water-, methaan-, of ammoniamoleculen. Pas buiten een bepaalde grens, de zogenaamde frost line, is de temperatuur hier laag genoeg voor (ongeveer 150 K). In het binnenste gedeelte van de schijf ontstaan daarom minder waterstofverbindingen, de enige deeltjes die kunnen accretiseren zijn van het zwaardere metaal- en silikaatstof. In het binnenste gedeelte zullen zich daardoor "stenige" planeten vormen, naar buiten toe gasvormige.
Dit betekent niet dat zich geen metaal- en silikaatstof in de meer naar buiten gelegen gebieden van de schijf bevinden, maar deze deeltjes zijn hier in de minderheid ten opzichte van waterstofverbindingen. Deze waterstofverbindingen zijn overigens vast in de vorm van ijs. Een gevolg hiervan is dat de planetesimalen in de buitenste delen van de schijf grotendeels uit ijs bestaan. De objecten in de Kuipergordel, de kometen, de dwergplaneet Pluto en Neptunus' enorme maan Triton zijn allemaal overblijfselen van zulke planetesimalen. Vanwege de grotere hoeveelheden vast materiaal die in de buitenste delen van de schijf aanwezig zijn, kunnen een aantal planetesimalen zo groot worden (tot tien keer de massa van de Aarde) dat hun gravitatiekracht ook gasvormig waterstof en helium begint te verzamelen. Als dit eenmaal gebeurt, groeien ze nog sneller omdat deze twee stoffen 98% van de totale massa van de oorspronkelijke nevel uitmaakten.

### Grote inslagen
Als door de zonnewind al het gas uit de protoplanetaire schijf is weggeblazen, blijven er vele protoplaneten en planetesimalen over. Tussen 10 en 100 miljoen jaar na het begin van de vorming zullen de protoplaneten elkaars banen verstoren met hun gravitatie, totdat ze in botsing met elkaar komen. De objecten die bij zulke grote inslagen ontstaan zijn de uiteindelijke planeten. De gangbare hypothese is dat een dergelijke inslag tussen de proto-Aarde en een object ter grootte van de planeet Mars (Theia genoemd) voor de vorming van de Maan heeft gezorgd. Het proces is onvoorspelbaar: een soortgelijke protoplanetaire schijf kan makkelijk met meer of minder planeten eindigen dan in het zonnestelsel.
De kleinere planetesimalen, die in veel grotere hoeveelheden aanwezig zijn dan de protoplaneten, kunnen lang in het planetaire stelsel aanwezig blijven. In de loop der tijd zullen de planeten met hun gravitatievelden veel planetesimalen "opvegen". Dit kan of door hun baan te verstoren en ze naar de buitenste gedeelten van het zonnestelsel (de Oortwolk) te verbannen, of door hun banen dusdanig te veranderen dat ze met andere planeten in botsing komen. Een aantal zullen in stabiele banen terechtkomen, dit zijn de huidige planetoïden. Voor een aantal honderd miljoen jaar werden de ontstane planeten echter "gebombardeerd" met planetesimalen. Hierdoor zijn de tektonisch minder actieve planeten en manen in het zonnestelsel overdekt met inslagkraters. Hoewel het bombardement in de loop der tijd is afgenomen, kan worden gezegd dat dit stadium niet ten einde is zolang er kleine lichamen in het zonnestelsel zijn, zoals de inslag van de komeet Shoemaker-Levy 9 op Jupiter in 1994 aantoonde.
In het zonnestelsel zijn aanwijzingen te vinden voor een hernieuwde periode van heftige inslagen, waarschijnlijk veroorzaakt door de resonantie van de gravitatie van Jupiter en Saturnus, waardoor een grote hoeveelheid planetesimalen naar het binnenste gedeelte van het zonnestelsel werden getrokken. Deze periode van intense inslagen wordt het Late Heavy Bombardment genoemd.

## Bewijs voor de hypothese
De hypothese van de zonnenevel kan alle belangrijke kenmerken van het zonnestelsel verklaren:
- het feit dat de banen van alle planeten en manen min of meer in hetzelfde vlak, de ecliptica, rond de zon liggen;
- de belangrijkste verschillen tussen de terrestrische planeten en de gasreuzen;
- het voorkomen van kleinere objecten, met name planetoïden en kometen, in excentrische banen rondom de zon;

## Niet met de hypothese verklaarbare feiten
Verschijnselen die niet voldoende met de zonnenevel-hypothese te verklaren zijn:
- de Kuipergordel heeft minder massa dan voorspeld;
- hoe de maan Triton in een cirkelvormige baan om Neptunus is terechtgekomen;
- de grote hoek die de rotatie-as van Uranus met de ecliptica maakt, waardoor Uranus 'op zijn kant ligt';
- de zogenaamde "hete Jupiters" die in de afgelopen decennia in andere planetaire stelsels zijn ontdekt;
- de bij binaire en trinaire stersystemen ontdekte exoplaneten.